# Oesch's die Dritten
Oesch's die Dritten je švýcarská folková hudební skupina, původem z Bernské vysočiny. Jedná se o rodinnou skupinu známou především jódlováním. Členové skupiny jsou zpěvačka a modelka Melanie Oesch (narozená 14. prosince 1987), její matka Annemarie Oesch (narozená 8. února 1963), otec Hansueli Oesch (narozen 14. července 1958), její dva bratři Mike Oesch (narozen 14. ledna 1989), Kevin Oesch (narozen 23. října 1990) a Urse Meier (narozen 14. listopadu 1980).
Pojem die Dritten odkazuje na třetí generaci po dědečkovi Hansovi a rodičích Hansueli a Annemarie.

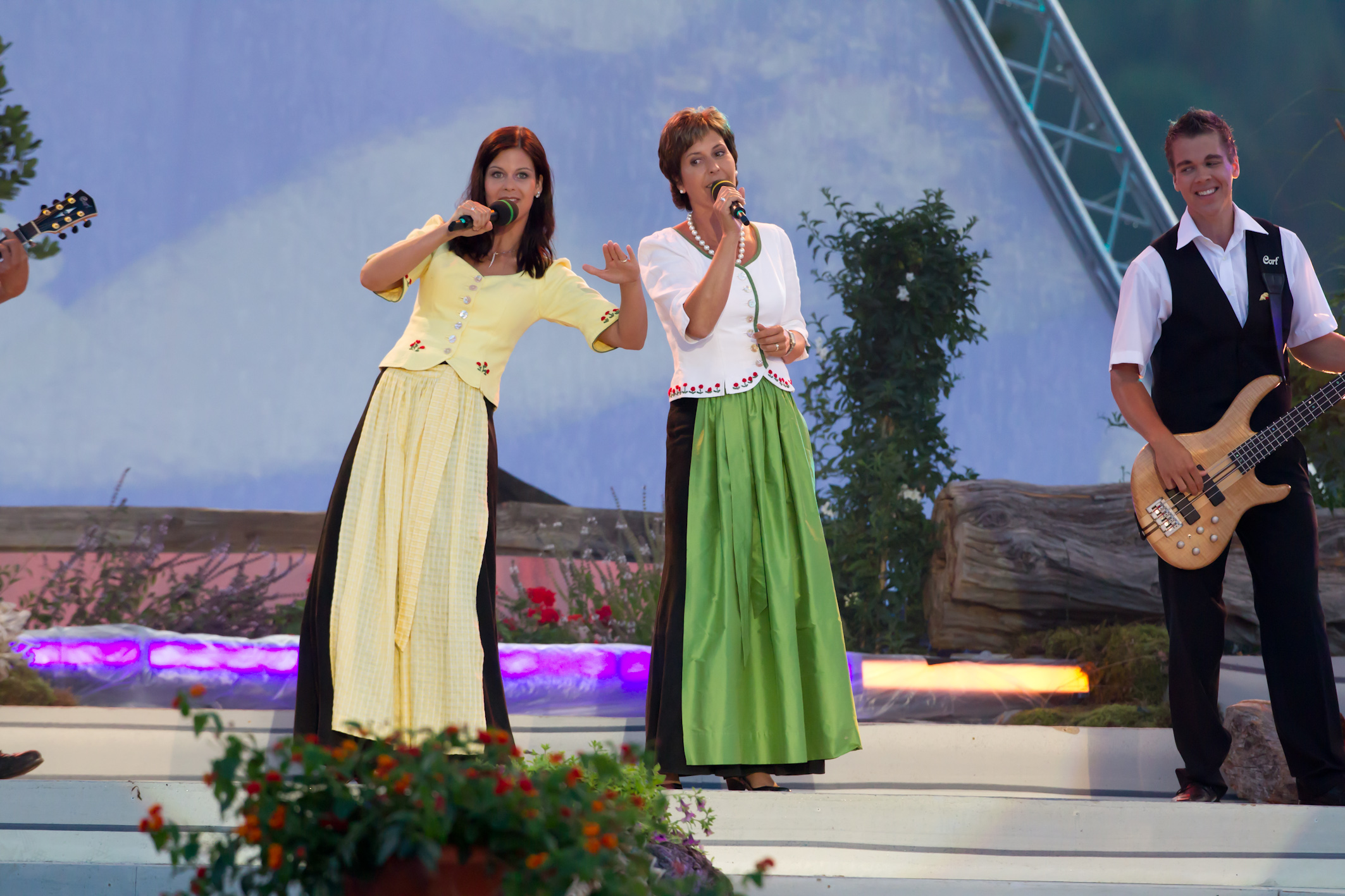
Jódlerka Melanie Oesch (vlevo) se svou matkou Annemarie a bratrem Mikem

## Členové skupiny
- Melanie Oesch – zpěvačka a jódlerka
- Annemarie Oesch – zpěvačka
- Hansueli Oesch – Schwyzerörgeli
- Mike Oesch – basová kytara
- Kevin Oesch – akustická kytara
- Urs Meier – akordeon